# 戈用忠
戈用忠（16世紀—17世紀），字藎臣，浙江嘉興府嘉善縣人，明朝政治人物。

## 生平
戈用忠自歲貢出身，崇禎十三年（1640年）成特用出身，獲授隰州知州；他個性敦厚，判刑平允，用杖時會哭泣。之後他因為母親逝世回鄉，不再出仕，杜門著書，八十二歲去世。兒子戈元頴擅長詩文，但早逝。

## 引用
1. 1 2  嘉慶《嘉善縣志·卷十四·人物志二》：戈用忠，楊志（云）字藎臣，歲貢，崇禎庚辰特恩。授隰州守，性敦厚，決獄平允，用杖則流涕；丁內艱，攀轅載道歸家，杜門著書，郡邑當事不輕投一刺，年八十二卒。子元頴，字長鳴，工詩古文，早世。
2. ↑  錢海岳《南明史·卷八十九·列傳第六十五》：（同潘士遴）時嘉湖屬遺臣：……戈用忠，字藎臣，崇禎十三年特用。官隰州知州，為政平允，用杖輒流涕。憂歸，杜門。